# Cantone di Beaufort-en-Vallée
Il Cantone di Beaufort-en-Vallée è una divisione amministrativa dell'arrondissement di Angers e dell'arrondissement di Saumur.
A seguito della riforma approvata con decreto del 26 febbraio 2014, che ha avuto attuazione dopo le elezioni dipartimentali del 2015, è passato da 8 a 32 comuni.

## Composizione
Gli 8 comuni facenti parte prima della riforma del 2014 erano:
- Brion
- Beaufort-en-Vallée
- Corné
- Fontaine-Guérin
- Gée
- Mazé
- La Ménitré
- Saint-Georges-du-Bois

Dal 2015 i comuni appartenenti al cantone sono i seguenti 32:
- Auverse
- Baugé-en-Anjou
- Beaufort-en-Vallée
- Bocé
- Breil
- Brion
- Broc
- Chalonnes-sous-le-Lude
- Chartrené
- Chavaignes
- Cheviré-le-Rouge
- Chigné
- Clefs-Val d'Anjou
- Cuon
- Dénezé-sous-le-Lude
- Échemiré
- Fontaine-Guérin
- Fontaine-Milon
- Fougeré
- Gée
- Genneteil
- Le Guédeniau
- Lasse
- Linières-Bouton
- Mazé
- Meigné-le-Vicomte
- Méon
- Noyant
- Parçay-les-Pins
- La Pellerine
- Saint-Georges-du-Bois
- Saint-Quentin-lès-Beaurepaire